# Landesarbeitsgericht Offenburg
Das Landesarbeitsgericht Offenburg war ein Landesarbeitsgericht mit Sitz in Offenburg.

## Geschichte
Gemäß Arbeitsgerichtsgesetz vom 23. Dezember 1926 wurden in Deutschland Arbeitsgerichte gebildet. Diese waren nur in der ersten Instanz organisatorisch selbstständige Gerichte, die Landesarbeitsgerichte waren den Landgerichten zugeordnet. Am Landgericht Offenburg entstand so 1927 das Landesarbeitsgericht Offenburg als eines von sechs Landesarbeitsgerichten in der Republik Baden. Sein Sprengel umfasste die Arbeitsgerichte Lahr, Offenburg, Triberg und Wolfach.
Nach der Besetzung Deutschlands durch die Alliierten wurden 1945 zunächst alle Gerichte geschlossen. Die ordentlichen Gerichte wurden schon bald wieder eröffnet, während die Arbeitsgerichte zunächst nicht wieder eingerichtet wurden, so dass arbeitsgerichtliche Streitigkeiten von den ordentlichen Gerichten erledigt werden mussten. Gemäß Kontrollratsgesetz 21 vom 30. März 1946 sollten in Deutschland Arbeitsgerichte aufgebaut werden. Die Umsetzung in Baden erwies sich als schwierig. Die Bildung von Arbeitsgerichten erfolgte erst durch die Anordnung über die Errichtung der Arbeitsgerichtsbehörden vom 8. März 1949. Danach wurde kein Landesarbeitsgericht Offenburg mehr gebildet.